# Префектура Нагасакі
Префекту́ра Нагаса́кі (яп. 長崎県, ながさきけん, МФА: [nagasakʲi keɴ]?) — префектура в Японії, в регіоні Кюсю.  Розташована в північно-західній частині острова Кюсю, на берегах Японського і Східно-Китайського морів. Адміністративний центр префектури — Нагасакі. Межує з префектурами Саґа, а також Кумамото та Фукуока по морю. Заснована 1871 року на основі західної частини провінції Хідзен, а також провінції Ікі та Цусіма. Площа становить 4105,33 км². Станом на 1 серпня 2011 року в префектурі мешкало 1 414 054 осіб. Густота населення складала 344 осіб/км². Основою економіки є рибальство, суднобудування, харчова промисловість, туризм. 

## Короткі відомості

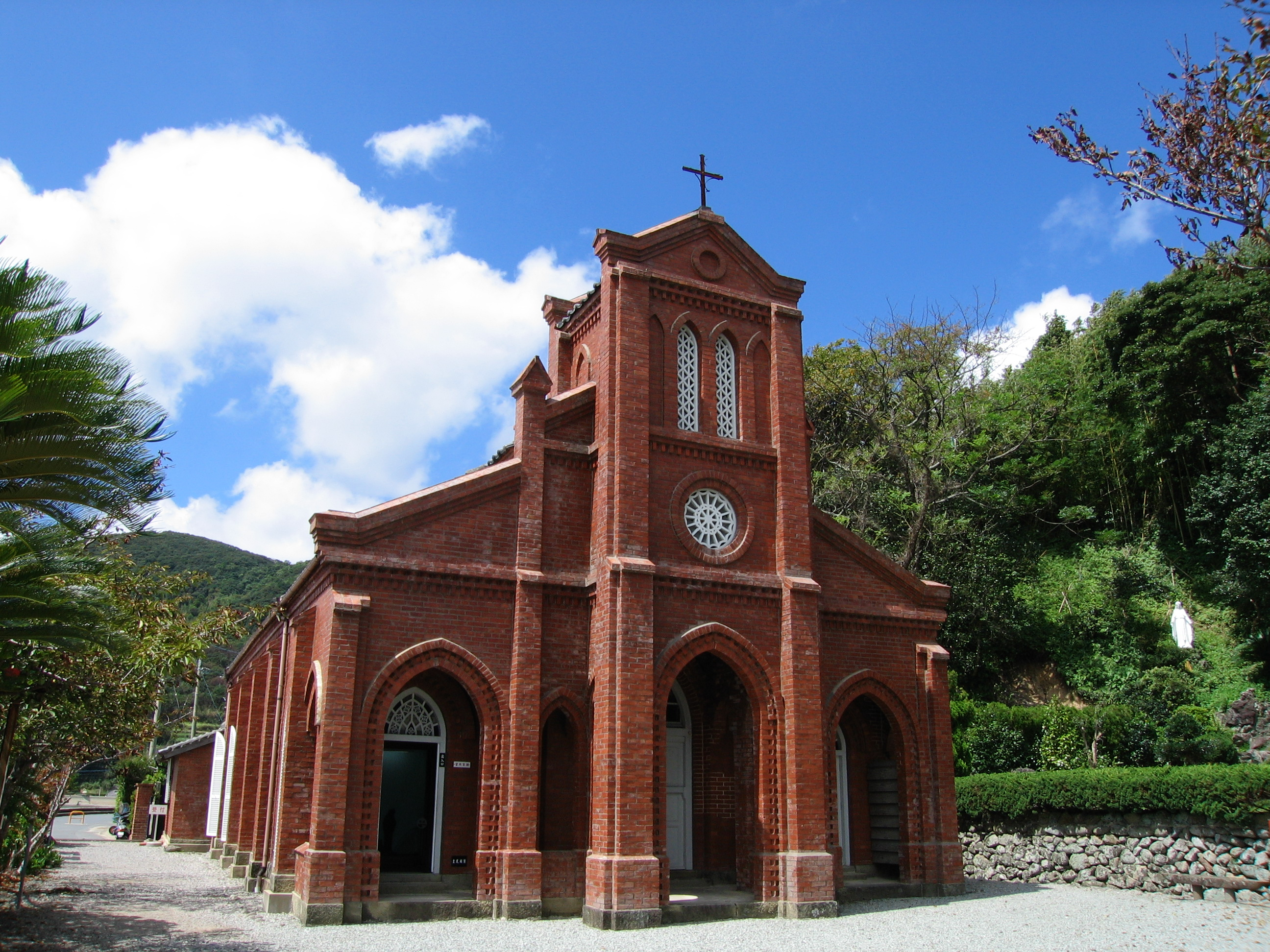
В префектурі Нагасакі проживає найбільша в Японії християнська община

Префектура Нагасакі розташована в західній частині Японського архіпелагу, в північно-західній частині острова Кюсю. Вона віддалена від столиці країни Токіо на 1400 км. Префектура має вихід до Східнокитайського моря. Її площа становить понад 4100 км². Більшу частину префектури займають півострови, меншу частину — віддалені острови. Площа півострівної частини становить 55 % загальної площі префектури. Найбільшими півостровами є Кіта-Мацуура, Нісі-Соноґі, Сімабара та Нагасакі. В центрі півострівної частини пролягає західне пасмо вулканічної гряди Тара, найбільшою вершиною якої є однойменна гора Тара (1076 м). До віддалених островів префектури належать Ікі та Цусіма, розташовані у Корейській протоці, а також Хірадо та Ґото, розташовані у Східнокитайському морі.
Префектура Нагасакі була утворена на місці колишніх провінцій Ікі, Цусіма та західної частини провінції Хідзен. Історично ці землі виконували роль японського «вікна у світ». Географічна близькість до материка обумовила їхній характер транзитера корейських, китайських і європейських цивілізаційних досягнень до Центральної Японії. В середньовіччі на землях префектури існували великі міжнародні порти Хірадо та Нагасакі. У 17—19 століттях наґасацький острів Дедзіма був єдиним легальним місцем контактів японців із європейцями. Саме звідти почалася вестернізація країни. В новітні часи префектура стала оплотом Імперського флоту, що сприяв розвитку місцевого суднобудування та вугільної промисловості. Міста Нагасакі та Сасебо перетворилися на одні з найбільших урбаністичних центрів регіону.
З 1950-х років основа господарства префектури – традиційне суднобудування, рибальство, сільське господарство та туризм. Віддаленість Нагасакі від політичних та економічних центрів країни є причиною відставання розвитку сільської місцевості. Префектура займає 2-е місце в Японії за виловом риби та морепродуктів. Доля вилову великих і середніх компаній становить 70 %, хоча вони становлять лише 10 % загальної кількості всіх рибних підприємств префектури. Основною галуззю сільського господарства є терасне городництво. Вирощують переважно картоплю, батат, мандарини, ячмінь. Рисівництво розвинуте слабо через непридатність рельєфу.
Населення префектури Нагасакі поступово скорочується. В 1960 році воно становило близько 1,76 млн осіб, в 1970 році — 1,57 млн, в 1980 році — 1,59 млн, в 1995 році — 1,54 млн осіб. За даними перепису 2005 року в префектурі проживало 1,47 млн осіб. Різке скорочення населення відбувається на віддалених островах префектури, які до закриття вугільних шахт у 1970-х роках були центрами вугільної промисловості. На цьому тлі спостерігається часткове демографічне зростання в населених пунктах, прилеглих до міст Нагасакі та Сасебо, в місті Омура, де працює аеропорт Нагасакі, туристичному центрі Сімабара, а також місті Сайкай, де розташована теплова електростанція.

## Географія

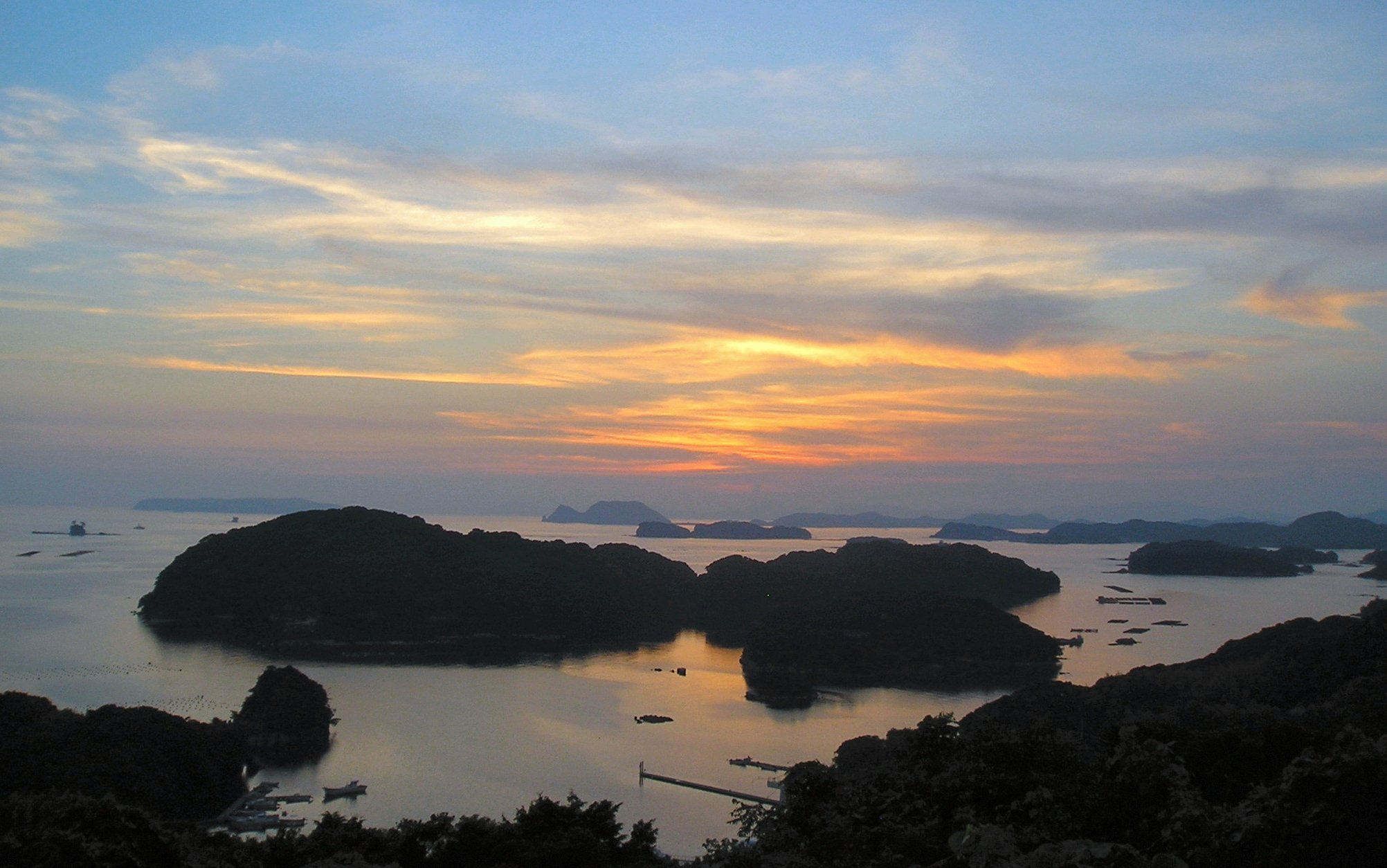
Близько половини території префектури Нагасакі складають острови.

Півострови:
- Півострів Кіта-Мацуура
- Півострів Нагасакі
- Півострів Нісі-Соноґі
- Півострів Сімабара

Острови:
- Острови Ґото
- Острів Ікі
- Острів Хасіма
- Острів Хірадо
- Острів Цусіма

Гори:
- Гора Ундзен (1483 м)
- Гора Тара (1076 м)
- Гора Куніяма (776 м)
- Гора Ядате (649 м)

## Історія
- Японські пірати
- Цусіма-хан
- Двадцять шість японських мучеників / Фуміє / Сімабарське повстання
- Дедзіма / Голландська Ост-Індійська компанія / Ранґаку
- Ядерне бомбардування Нагасакі

## Транспорт
- Аеропорт Нагасакі (Омура)